# Don Cornell
Don Cornell (ur. 21 kwietnia 1919, zm. 23 lutego 2004) – amerykański piosenkarz pochodzenia włoskiego.
Posiada swoją gwiazdę na Hollywoodzkiej Alei Gwiazd.